# 吉林市松花江铁路特大桥
吉林市松花江铁路特大桥是一座正在建设中的跨越松花江的铁路桥梁，位于长图线和长珲城际铁路，连接吉林市昌邑区和龙潭区。采用梁式结构，全长739米。

## 历史
吉林市松花江铁路特大桥分为两部分：长图线松花江特大桥和吉珲客运专线松花江特大桥。大桥于2011年3月开工建设，其中长图线松花江特大桥已于2014年8月25日通车，取代了原的有吉林市松花江铁路大桥的大部分使用功能。桥面累计铺设4线铁道，其中长图线2条，预留有电气化。长珲城际铁路2条，并且电气化。

## 相关参考
1. ↑  改建长图线第二松花江特大桥投入运营 （页面存档备份，存于） 中国铁路网 2014-08-30